# Murder at the Registry
Murder at the Registry (MATR) ist eine deutsche Post-Punk-Band, die 1988 gegründet wurde. Während Murder at the Registry in den Anfangsjahren vor allem durch ihre Live-Auftritte und selbstproduzierten Tapes und CDRs die deutsche Underground-Musiklandschaft mitbestimmte, besteht die Band seit dem frühen Tod der Musikerin Drella R. im Jahre 2007 vor allem als Studioprojekt.

## Stil
Murder at the Registry steht in einer langen Tradition und ist beispielsweise beeinflusst durch Bands wie Joy Division, The Smiths, The Chameleons, Ultravox, The Beatles, Talking Heads, Depeche Mode und And Also the Trees.
Grundsätzlich ist Murder at the Registry nicht auf einen bestimmten Sound festzulegen, gilt aber als eine der konsequentesten Death-Rock-Bands Deutschlands, die in weiten Kreisen Kultstatus genießt. Wenn sich die Band auch stets weiterentwickelt hat, so ist doch stets der typische "Murder-Sound" erhalten geblieben. Dies liegt nicht zuletzt an dem hohen Wiedererkennungswert der Stimme von Tomasz.

## Haltungen der Band zur Musik
- Das Musizieren ist keiner bestimmten (elitären) Personen-Gruppe vorbehalten (DIY)
- Goth und Punk haben dieselben Wurzeln
- "Was früher die Single war, ist für viele Indie-Musiker heute der Samplerbeitrag – aber auch diese Zeit ist wohl bald vorbei…" (Tomasz)

## Diskografie

### Studioalben
- Filed '93-'03 (28. April 2003)
- Notsorry (2006 – Veröffentlichung steht aus)

### Sampler-Beiträge
- 1997: Hex Files Vol.1 ("Pump"/Filed: 93-03)
- 2002: Trinity Vol.1 ("The Creatures Are Having Fun"/Filed: 93-03)
- 2003: Extreme Clubhits VIII ("The Creatures Are Having Fun"/Filed: 93-03)
- 2003: Gothic Part XX ("Cupido"/Filed: 93-03)
- 2003: New Dark Age Vol.1 ("The Stolen Photograph"/Filed: 93-03)
- 2004: Pagan Love Songs Antitainment Compilation ("Your Pagan Heart"/Notsorry)
- 2006: New Dark Age Vol.4 ("To Some Angels"/Notsorry)
- 2008: Darkness Before Dawn Vol.1 ("Walls Come Down"/Notsorry)
- 2011: Darkness Before Dawn Vol.3 ("The Worst Date"/bisher unveröffentlicht, Veröffentlichung: Juni 2011)